# 三一节开火事件
三一节开火事件 是盟军托管朝鲜时期，1947年3月1日发生的南朝鲜警察对示威群众开火事件。造成六人死亡、八人重伤，牺牲者大多是围观群众。此事件后来引发濟州四·三事件。

## 背景
日本战败后，南朝鲜经济低迷，济州岛就业困难、物资匮乏、霍乱横行，数百人死亡、农业歉收。政治上米谷政策失败， 朝鲜日治时期警察留任为军政警察、官员腐败等，社会问题严重。

## 过程
1947年3月1日三一节，济州岛人民委员会组织游行，要求南北统一，和平进行的游行遭警察枪击造成人员伤亡。

## 影响
南朝鲜劳动党济州岛党部展开有组织的“反警察”运动。1947年3月10日大罢工。公家机关、民间企业等济州岛95%以上的职场都参与，是韩国前所未见的民官联合大罢工。 美軍政廳当局调查团认为是三一节开火事件导致，事后处理强调“南劳党煽动”，采取“强力攻势的政策”。道知事等军政高层由外地人替代，大举派遣救援警力与‘西北青年会’团员到济州，逮捕罢工主谋者。一个月内逮捕五百多人。到濟州四·三事件之前，拘禁两千五百人，被拘禁者“接连遭到恐怖刑求”。

## 脚注
1. ↑  济州岛屠杀66周年：美韩见人就杀(组图)【3】[永久]